# Twice Two
Twice Two is een Amerikaanse film uit 1933 met het duo Laurel en Hardy in de hoofdrollen.

## Plot
Een jaar voorafgaand aan de eerste scène trouwde Stan Laurel met de zus van Oliver Hardy (gespeeld door Oliver), en Oliver trouwde met de zus van Stan (gespeeld door Stan) in een dubbele bruiloft. Ze wonen allemaal samen en Stan en Ollie werken in hetzelfde kantoor. Na wat grappen over telefoons, zien we de vrouwen zich voorbereiden op een verrassingsfeest om de eerste verjaardag van hun huwelijk  te vieren, waarbij het hoofd van mevrouw Laurel in een grote taart belandt, waardoor ze grote gelijkenis vertoont met een portret van Elizabeth I aan de muur van de eetkamer. Stan en Ollie komen dan aan, maar de koppels kunnen het niet helpen, en  ruziën tijdens het feest. In de laatste scènes arriveert een bezorger (gespeeld door Charlie Hall) met nog een taart, die in het gezicht van mevrouw Laurel wordt gegooid door een bittere mevrouw Hardy.